# William Phelps Eno
William Phelps Eno (1858 – 1945) è stato un imprenditore statunitense.
Uomo d'affari responsabile di molte innovazioni nel campo della sicurezza stradale e nella regolamentazione del traffico, viene considerato come "il padre della sicurezza stradale".

## Biografia
Si laureò all'università Yale nel 1882, dove era stato un membro della "Skull and Bones", una delle più note e discusse società segrete degli Stati Uniti.
Benché la diffusione dell'automobile sopraggiunse solo quando Eno era oramai già anziano, i carri trainati da cavalli stavano già causando  problemi significativi di traffico nelle aree urbane della città natale di Eno, New York. Nel 1903 scrisse "le regole della strada", il primo codice di comportamento stradale al mondo, contenente i principi per la regolamentazione del traffico che hanno fornito il modello per i piani di circolazione stradale della città di New York e delle principali città europee, comprese Parigi e Londra. A Parigi, le regole sono comunemente citate come: "Le Systeme Eno".
Fra le innovazioni accreditate a Eno ci sono il semaforo, gli attraversamenti pedonali, la rotatoria o rotonda, il sistema unidirezionale con circolazione a destra e sorpasso a sinistra, le fermate per i taxi, l'obbligo di segnalare una svolta o la ripartenza mediante l'indicatore di direzione e il primo manuale di regolamentazione del traffico per polizia stradale.
Nel 1921, Eno fondò la Eno Foundation for Highway Traffic Control (fondazione per il controllo del traffico autostradale), oggi nota come Eno Transportation Foundation. La fondazione è un'organizzazione senza scopo di lucro dedicata allo studiare ed a promuovere la sicurezza del trasporto. Eno fu uno dei primi membri onorari dell'istituto dell'Institute of Transportation Engineers, l'istituto degli ingegneri dei trasporti.
Curiosamente Eno non aveva molta fiducia nelle automobili e non guidò mai un veicolo, pur sostenendo l'educazione stradale ed essendo l'esaminatore per il conseguimento delle patenti di guida per tutti i conducenti di veicoli di New York del tempo. Infatti, quando desiderava spostarsi in automobile, utilizzava sempre un autista.